# Recherches de science religieuse
Recherches de science religieuse (RSR) est une revue trimestrielle de type scientifique, destinée aux chercheurs en sciences religieuses, en histoire des religions et en théologie. Elle fut fondée en 1910 par Léonce de Grandmaison.

## Origine
Publiées à partir de 1910 sous forme de supplément à la revue Études, à l'initiative de son directeur, le père Léonce de Grandmaison, les Recherches... prennent rapidement leur autonomie, la crise moderniste de l'époque demandant des réponses et un dialogue qui vont au-delà des objectifs des Études.
Par cette revue, la Compagnie de Jésus s'engage dans un dialogue scientifique plus direct dans le domaine des sciences religieuses. La ligne éditoriale est tracée par Léonce de Grandmaison, notamment dans deux éditoriaux (1910 et 1923). Par-delà la crise moderniste, l'ambition de la revue est de faire droit à la recherche historique en théologie, dans l’intelligence du dogme chrétien comme dans les autres religions.

## Aujourd'hui

### Ligne éditoriale
Chaque numéro de la revue comporte une série d'articles de fond, souvent organisés en dossier thématique, et suivis de bulletins critiques de livres.
Le directeur actuel est Patrick Goujon (depuis septembre 2021), qui succède ainsi à Christoph Theobald (2009-2021), Pierre Gibert (1998-2008) et Joseph Moingt (1970-1997).

### Colloque biennal
La revue organise également un colloque biennal réunissant essentiellement des enseignants des facultés de théologie francophones et des séminaires universitaire. Le dernier colloque (juin 2006) avait pour thème : « Le statut des énoncés dogmatiques hier et aujourd'hui ». Le prochain, prévu en novembre 2009, ouvrira l'année du Centenaire de la revue (1910-2010).

### Évaluation
Selon un palmarès établi par Theological Studies en 1998, les Recherches font partie des « cinq premières revues scientifiques et religieuses internationales ». Son comité de rédaction compte quelques-uns des plus grands noms des professeurs de l'Institut catholique de Paris, du Centre Sèvres ou de la faculté de théologie de Lyon.

## Auteurs
Parmi les auteurs les plus célèbres qui ont écrit pour la revue, on peut citer Hans Urs von Balthasar, Michel de Certeau, Jean Daniélou, Gaston Fessard, Henri de Lubac (qui dirigea la revue de 1946 à 1949) ou encore Karl Rahner et Joseph Lecler. Plus récemment, Bernard Sesboüé, Émile Poulat, Paul Valadier, Christoph Theobald, Joseph Moingt, Xavier Léon-Dufour, Guy Lafon, Henri-Jérôme Gagey, Xavier Tilliette, André Paul, Joseph Doré, Paul Beauchamp, Claude Geffré, Michel Fédou ou Marc Rastoin ont également contribué à la revue.